# Commissum Nobis
Commissum Nobis (em francês:Il nous est confide) é uma bula Papa Urbano VIII de 22 de abril de 1639, contra a escravização de populações indígenas sob a autoridade do poder colonial português.

## Conteúdo
Dirigindo-se ao cobrador da Câmara Apostólica em Portugal - a pedido dos missionários jesuítas do Paraguai e do Brasil - o Papa pede a excomunhão de quem escraviza as populações indígenas, referindo-se às anteriores condenações do Papa Paulo III (Veritas ipsa, Sublimis Deus).

Sublinhando desde o início que como pastor universal a sua atenção pastoral se volta também para as populações não cristãs, o Papa Urbano VIII proíbe:
"escravizar os índios do Oeste ou do Sul, comprá-los, vendê-los, doá-los ou trocá-los, separá-los de suas esposas e filhos, despojá-los de suas propriedades, transportá-los de um lugar para outro, e de nenhuma maneira privá-los de sua liberdade, mantê-los em escravidão, encorajar aqueles que fazem essas coisas, afirmar ou pregar que é permitido ou cooperar de alguma forma com essas ações. »

## Consequências
A bula, escrita em 1639, foi publicada no Brasil em 1640. Enfurecendo as autoridades locais, contribuiu para a crescente oposição colonial aos jesuítas e seu trabalho missionário entre os guaranis;